# Белохвостая сумчатая мышь
Белохвостая сумчатая мышь, или зернистоподошвенная сумчатая мышь (лат. Sminthopsis granulipes) — вид из рода узконогих сумчатых мышей семейства хищные сумчатые. Эндемик Австралии.

## Распространение
Обитает в юго-западной части Западной Австралии. Естественная среда обитания — песчаные равнины, покрытые кустарником (иногда низкорослыми эвкалиптами).

## Внешний вид
Длина тела с головой колеблется от 69 до 88 мм, хвоста — от 56 до 66 мм. Вес взрослой особи — от 18 до 37 г. Волосяной покров короткий, густой и мягкий. На спине у основания голубовато-серого цвета, на кончике — тёмно-коричневого. Общая окраска спины — от желтовато-коричневого до серого цвета. Брюхо окрашено в светло-серый или белый цвет. Морда вытянутая, заострённая. Уши большие, треугольные. Хвост средней длины, с узкой тёмно-коричневой полосой в верхней части. Лапы белые. Подушечки зернистые. Как и у ряда других представителей рода у белохвостой сумчатой мыши в хвосте присутствуют жировые отложения.

## Образ жизни
Белохвостые сумчатые мыши ведут наземный, одиночный образ жизни. Активность приходится на ночь. Питаются преимущественно насекомыми, а также мелкими беспозвоночными.

## Размножение
Сумка развита хорошо. В целом экология вида изучена мало. Период размножения, вероятно, приходится на май-июль.